# Holanda Comunicaciones
Holanda Comunicaciones S.A. fue una empresa editorial chilena. Fundada en 1986 por el empresario Manuel Cruzat Infante y por el ingeniero comercial Juan Ignacio Oto Larios, se dedicaba mayormente a editar publicaciones de su propiedad, imprimir revistas de terceros y libros.
De su propiedad fueron las revistas editadas por esta empresa y por Editorial Ercilla Ltda.:
- TV-Grama (21 de noviembre de 1986-abril de 2015)
- Video-Grama (agosto 1987-diciembre 1993)
- PubliMark (diciembre 1987-abril 2015)
- Miss 17 (junio 1989-noviembre 2015)
- Uno Mismo (diciembre 1989-abril 2014)
- Cine-Grama (enero 1994-abril 2015)
- Ercilla (marzo 1994-abril 2015)
- Vea (enero 1995-noviembre 2015)
- TV-Grama Pop (marzo 2011-abril 2015)
- Cada Día Mejor, dirigida por Alfredo Lamadrid (agosto 2010-abril 2015).[1]

Anteriormente han publicado revistas como Todohogar (1990-1991), Deporte Total (mayo 1997-agosto 1998), Gourmand y en 2002, la versión chilena de la revista francesa Elle, que más adelante tras el término del acuerdo se crea la revista femenina Catalina en marzo de 2005.
En septiembre de 2014, ya se señalaban problemas económicos por responsabilidad de la Distribuidora Meta/Copesa. Anunció su cierre y el despido de todo su personal, el 1 de mayo de 2015.